# Syntpop

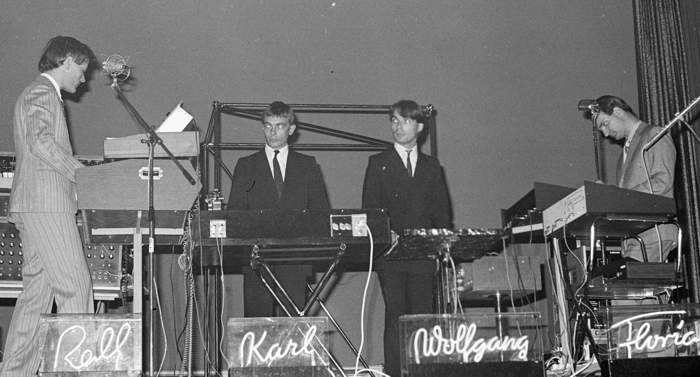
Kraftwerk, en av syntpopens största influenser

Syntpop (alternativt synthpop, även känt som electropop eller technopop) är en musikgenre som uppstod åren omkring 1980 och karaktäriseras av synthesizer som det dominerande instrumentet. Stilen har sina rötter i 1960- och 1970-talen då synthesizer användes inom progressiv rock, elektronisk artrock, disco och framförallt "krautrock" av band som Kraftwerk. Syntpopen trädde fram som en distinkt genre i Japan och Storbritannien under postpunkeran som en del av new wave-rörelsen mellan slutet av 1970-talet och början av 1980-talet.

## Historia

### Bakgrund
År 1964 uppfann Robert Moog Moog-synthesizern som började användas av progressiva rockband i Storbritannien och i den nya progressiva tyska krautrock-rörelsen. Framförallt Kraftwerk experimenterade med synthesizer och elektroniska ljud och fick 1974 ett kommersiellt genombrott med albumet och hitsingeln Autobahn. På senare album som Trans Europe Express (1977) och The Man Machine (1978) vidareutvecklade de sin poporienterade synthmusik. Synthesizer användes även av den italienske discoproducenten Giorgio Moroder som grunden i Donna Summers hitlåt I Feel Love från 1977 som blev ett genombrott för syntpop på klubbscenen och kom att inspirera många inom new wave och elektronisk disco. Vid ungefär samma tid blev även synthesizer stort inom artrock, inte minst genom David Bowies samarbete med Brian Eno på inflytelserika album som Heroes och Low. Tidiga pionjärer för syntpopen i Storbritannien var Ultravox och The Human League. I Japan utvecklade Yellow Magic Orchestra sin egen form av syntpop. I USA förenade band som Devo punk med ett syntpopsound.

### Genombrottet och storhetstiden på 1980-talet
Först med att nå framgång med syntpop på den brittiska singellistan var Tubeway Army och Gary Numan med listettorna Are 'Friends' Electric? och Cars 1979 vilket banade väg för syntpopvågen. Tidiga representanter som Numan och John Foxx stod för en musik som präglades av stämningar av isolering och avhumanisering, medan den andra vågen av syntpop var mer popinriktad och optimistisk. Under tidigt 1980-tal började ett stort antal artister började nå framgångar med ett syntbaserat sound, däribland Soft Cell, Orchestral Manoeuvres in the Dark, The Human League och Depeche Mode i Storbritannien, medan Yellow Magic Orchestra banade vägen för syntpopband som P-Model, Plastics och Hikashu i Japan. The Buggles hitlåt Video Killed the Radio Star och Devos album Freedom of Choice bidrog till syntpopens genombrott i USA. Utvecklingen av billiga polyfoniska synthesizers, definitionen av MIDI och användningen av dancebeats ledde till ett mer kommersiellt och tillgängligt sound för syntpopen.
Syntpop blev kommersiellt stort omkring åren 1981–1982 med band som Depeche Mode, The Human League, Orchestral Manoeuvres in the Dark, Soft Cell, Japan, Yazoo och ett ombildat Ultravox. New romantic-band som Duran Duran hade syntpop som inslag i ett mer dansorienterat sound. Heaven 17 och B.E.F förenade syntpop med influenser från soulmusik och funk. Simple Minds och Tears for Fears var andra som gjorde succé med ett syntpopsound. Synthesizerns möjligheter gjorde ofta den traditionella popbandssättningen med flera musiker överflödig och duos var vanligt, bland andra Soft Cell, Yazoo, Eurythmics och Blancmange. New Order med rötter inom postpunken stod för en monumental utveckling av syntpopen med sin sju minuter långa hitsingel Blue Monday från 1983. Bronski Beat, Howard Jones och Thompson Twins fick hits. Vid mitten av 1980-talet blev Pet Shop Boys och Erasure stora i framför allt Storbritannien. Från Tyskland kom syntpopband som Alphaville och Propaganda. Musikvideokanalen MTV bidrog till framgångar för syntpopband som A Flock of Seagulls och A-ha. Depeche Mode och Tears for Fears blev de globalt mest framgångsrika banden med ett syntpopbaserat sound.
Svenska syntpoppionjärer i början av 1980-talet var Adolphson & Falk, som 1981 fick den första svenska syntpophiten med låten "Blinkar blå", Twice a Man med album som Music for Girls (1982), Lustans Lakejer som förenade syntpop med melankoliska texter på album som En plats i solen, Page med singeln "Dansande man" och Ratata med låtar som "För varje dag" och "Ögon av is".

### 1990-talet
Under 1990-talet minskade syntpopens popularitet till förmån för mer rockorienterad musik som grunge. Depeche Mode hade emellertid fortsatt stora framgångar med album som Violator och Songs of Faith and Devotion. I övrigt levde syntpop framförallt vidare som en experimentell undergroundrörelse med band som Disco Inferno och Stereolab. Mot slutet av decenniet hade australiska Savage Garden en del kommersiella framgångar.

### 2000-talet
Under 1990-talet medförde digitaliseringen inom popmusikbranschen att mer eller mindre alla artister kunde utnyttja digitala och programmerbara instrument och konstgjorda skapade ljud i sin musik. Med syntpop avses därför idag artister och musiker som sökt sig tillbaka till det speciella sound som präglade 1980-talets syntpop, till exempel La Roux. För den som gillar syntpop finns speciella syntklubbar att besöka.
Uppmärksammade syntpopband under 2000-talet är Ladytron, Phoenix och svenska The Knife.

## Svensk syntpop
Kända svenska grupper inom syntpop är bland andra Twice a Man, Adolphson-Falk, Mobile Homes, Elegant Machinery, Page och Cat5.